# Rewiwim (kibuc)
Rewiwim (hebr. רביבים; pol. Krople rosy) – kibuc położony w Samorządzie Regionu Ramat ha-Negew, w Dystrykcie Południowym, w Izraelu. Członek Ruchu Kibuców (HaTenoa’a HaKibbutzit).

## Położenie
Leży w środkowej części pustyni Negew. Na południe od kibucu znajduje się wadi okresowego strumienia Rewiwim.
W jego otoczeniu znajduje się kibuce Retamim, Maszabbe Sade i Telalim, wieś Aszalim, beduińska wieś Bir Hadadż, oraz strefa przemysłowa Ne’ot Chowaw

## Demografia
Liczba mieszkańców Rewiwim:

## Historia
Grupa założycielska powstała w 1938 w Riszon le-Cijjon. Składała się ona z młodych żydowskich imigrantów z Austrii, Włoch i Niemiec, którzy byli członkami młodzieżowego ruchu syjonistycznego HaNoar HaOved VeHaLomed. Przeszli szkolenie rolnicze w kibucu Giwat Brenner. W 1941 i 1942 rozpoczęto penetrację północnej i zachodniej części pustyni Negew, w celu określenia możliwości rozwoju przyszłych osad na tym terenie. Po pozytywnie zakończonych pierwszych próbach, w dniu 7 lipca 1943 założono kibuc Rewiwim. Ziemia została zakupiona w latach 30. XX wieku przez Żydów z RPA od beduińskiego plemienia al-Azazmeh. Następnie ziemię odkupił od nich Żydowski Fundusz Narodowy i przeznaczył pod osadnictwo. Równocześnie z nim powstały kibuce Gewulot i Bet Eszel. Miały się one stać pozycją wyjściową do dalszego osadnictwa na Negewie. Dzięki nim, w październiku 1946 zrealizowano plan budowy 11 osad obronnych na Negewie (hebr. 11 הנקודות, 11 HaNekudot).
Kibuc początkowo nazywał się Tel HaCofim (ang. Tel HaTzofim; pol. Wzgórze Skautów), ale szybko zmieniono jego nazwę na obecną. Pierwsi członkowie mieszkali w jaskini położonej przy brytyjskiej placówce, dopiero potem wybudowano pierwsze chaty mieszkalne. Otrzymali oni około 7 tys. hektarów ziemi. Była to zupełnie jałowa ziemia, na której nie rosła żadna roślinność i nie było żadnych zwierząt. Mieszkańcy borykali się z dużym niedoborem wody. Byli zmuszeni zbudować skomplikowany system przechwytywania wody deszczowej podczas krótkiego okresu wezbrania pobliskich okresowych strumieni. Budowa specjalnej tamy zajęła dziesięć miesięcy. Gromadzona w ten sposób woda była wykorzystywana do nawadniania niewielkich upraw daktyli, granatów i oliwek.
Podczas wojny domowej w Mandacie Palestyny w listopadzie 1947 bandy uzbrojonych Beduinów otoczyły kibuc. Został on wówczas całkowicie odcięty od świata zewnętrznego, a jedynym sposobem komunikacji była łączność radiowa. Sytuacja ta była przyczyną precedensu w żydowskim osadnictwie w Palestynie, ponieważ żydowska organizacja paramilitarna Hagana wydała opinię, że Rewiwim powinien być ewakuowany. Znajdował się on w dużym oddaleniu w głębi pustyni, poza zasięgiem działania komandosów Palmach. W związku z tym jego obrona mogła zależeć tylko od odpowiednio zorganizowanych mieszkańców. Dlatego Hagana sugerowała, że ewakuacja będzie najlepszym rozwiązaniem tej trudnej sytuacji. Jednak Dawid Ben Gurion zdecydowanie temu odmówił, mówiąc, że Negew jest „integralną częścią żydowskiej Palestyny, oraz centrum przyszłego rozwoju i kolonizacji”. W ten sposób Rewiwim stał się impulsem do zmiany koncepcji budowy żydowskich osiedli, które miały być osadami obronnymi, zdolnymi do samoobrony.
Podczas I wojny izraelsko-arabskiej w maju 1948 kibuc został odcięty przez wojska egipskie i do końca wojny znajdował się w całkowitej izolacji. Egipski ostrzał spowodował bardzo poważne zniszczenia. W dniu 18 lipca kibuc przeszedł ciężkie bombardowanie lotnicze. Dopiero w październiku Siłom Obronnym Izraela udało się przełamać egipskie linie i dotrzeć do kibucu z zaopatrzeniem. Po wojnie kibuc odbudowano. Przełomowym momentem w historii kibucu było doprowadzenie w 1955 rurociągu z wodą. Od tego momentu było możliwe rozwijanie nowoczesnego rolnictwa.

### Nazwa

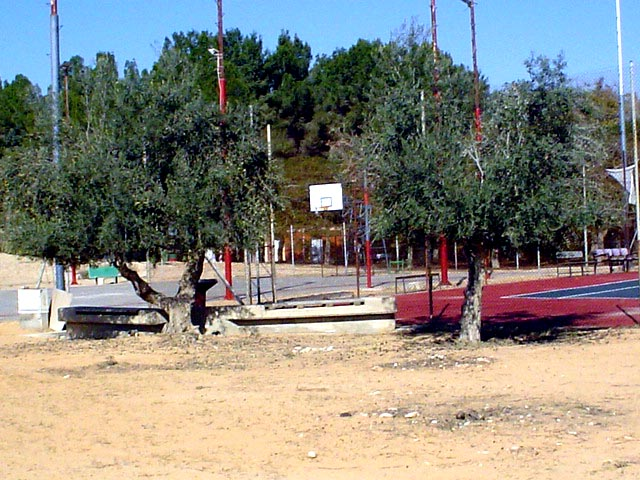
Obiekty sportowe w kibucu Rewiwim

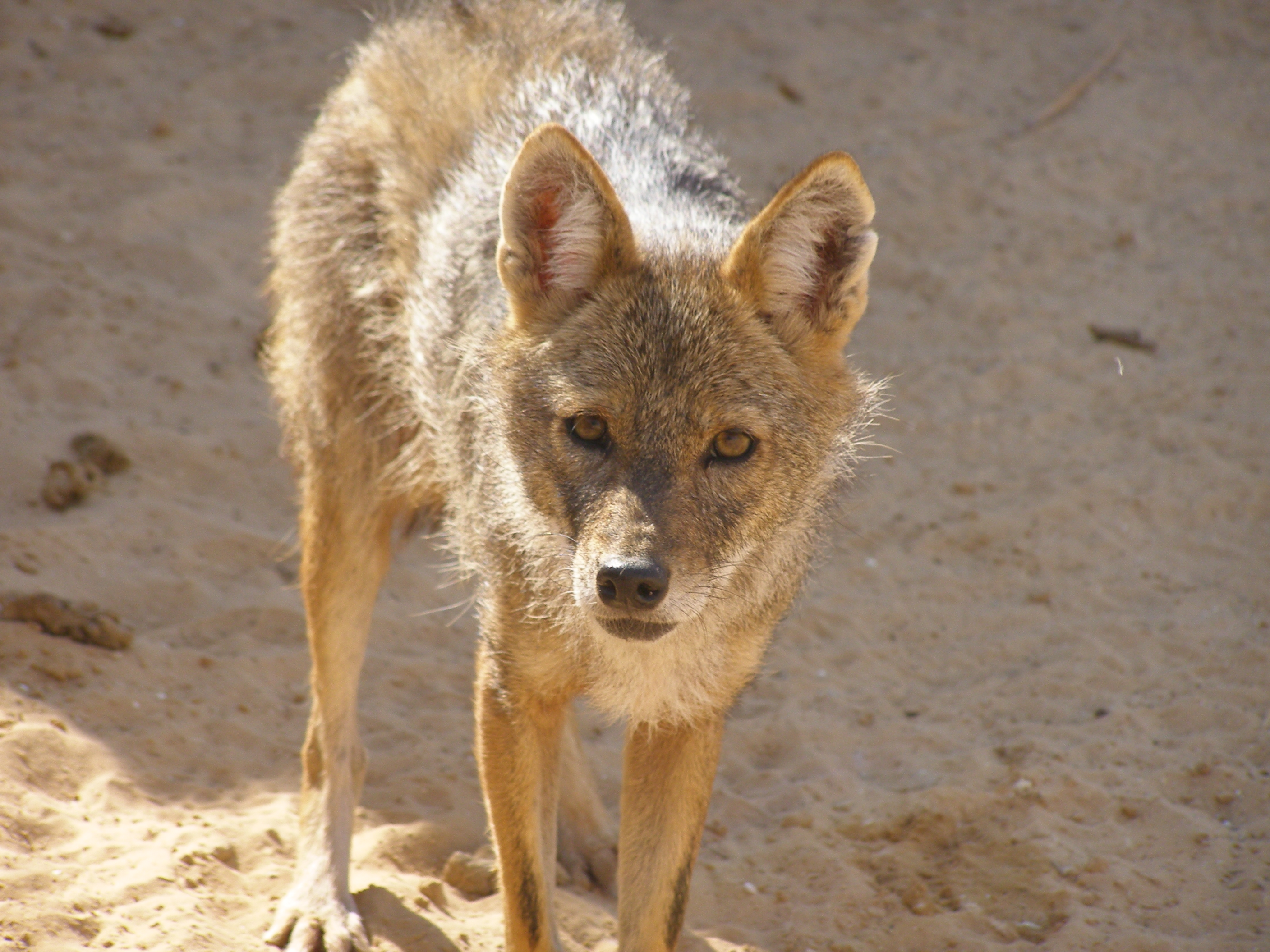
Wilk egipski w ogrodzie zoologicznym Chaj Negew w Rewiwim

Nazwę kibucu Rewiwim (pol. Krople rosy) wymyślił żydowski dziennikarz i publicysta Berl Katznelson, który zaczerpnął ją z Księgi Psalmów 65:13.

## Kultura i sport
W kibucu znajduje się ośrodek kultury, biblioteka i mała sala koncertowa. Dom w którym mieszkała Golda Meir (była premier Izraela) został przekształcony w 1976 w Centrum Kultury Goldy Meir. Obok jest sala teatralna i rekreacyjny park. W jednym ze skrzydeł centrum urządzono salę muzealną i archiwum. W kibucu znajduje się także Muzeum Micpe Rewiwim, prezentujące początki i historię osadnictwa żydowskiego na Negewie.
Z obiektów sportowych jest basen kąpielowy, boiska do piłki nożnej i koszykówki, hala sportowa, siłownia oraz korty tenisowe.

## Edukacja
Kibuc utrzymuje przedszkole. Starsze dzieci są dowożone do szkoły w sąsiednim kibucu Maszabbe Sade. Kibutz prowadzi także kursy nauki języka hebrajskiego.

## Turystyka
Dużą atrakcją turystyczną są wycieczki po pustynnej okolicy. Dla potrzeb turystów stworzono tutaj wioskę ekologiczną Chai Negev. Posiada ono niewielki ogród zoologiczny z typowymi zwierzętami pustynnymi. Noclegi oferowane są w indiańskich namiotach.

## Gospodarka
Lokalna gospodarka opiera się na rolnictwie, zwłaszcza na hodowli drzewek oliwkowych. Są one uprawiane na areale o powierzchni około 600 hektarów. Gal oliwny jest nawadniany lokalną lekko słonawą wodą. Kibuc był pionierem wykorzystywania słonawej wody w rolnictwie. Produkuje się tutaj oliwę z oliwek, która dzięki swojej wysokiej jakości zdobyła kilka nagród. Uprawy gruntowe na powierzchni ponad 7 tys. hektarów są prowadzone wspólnie z kilkoma sąsiednimi kibucami. Poza tym istnieje hodowla bydła mlecznego, ze stadem liczącym 800 krów. Przy oborze znajduje się lokalna mleczarnia. Hodowla drobiu daje produkcję około 17 mln jaj rocznie. Pisklęta są sprzedawane do innych ferm drobiu. Rozwijane są tutaj technologie akwakultury. Coraz większą popularnością cieszy się tutejsza winnica Shdema.
W kibucu działa zakład Raviv ACS Ltd., który jest dostawcą małej i średniej wielkości zespołów mechanicznych i elektromechanicznych dla przemysłu motoryzacyjnego. Zakład Raval ACS Ltd. produkuje zawory odpowietrzające do samochodowych instalacji paliwowych. Oba zakłady zatrudniają razem 370 osób.

## Infrastruktura
W kibucu znajduje się ośrodek zdrowia, pralnia i warsztat mechaniczny.

## Komunikacja
Z kibucu wyjeżdża się w kierunku północno-wschodnim na drogę nr 222, którą jadąc w kierunku północno-zachodnim dojeżdża się do bazy wojskowej Ce’elim i dalej do kibucu Ce’elim. Natomiast jadąc w kierunku południowo-wschodnim dojeżdża się do skrzyżowania z drogą nr 40 (Kefar Sawa–Ketura) i kibucu Maszabbe Sade. Osobna boczna droga prowadzi z kibucu w kierunku północno-zachodnim do beduińskiej wioski Bir Hadadż i dalej położonego kibucu Retamim.

## Osoby związane z kibucem
Wieloletnim członkiem kibucu była Golda Meir, była premier Izraela.